# فضاء الوحي
فضاء الوحي هي رواية خيال علمي من تأليف الكاتب «ألاستير رينولدز» صدرت عام 2000، ورشحت في عام 2001 لنيل جائزة آرثر كلارك، وهي الجائزة الأدبية المعروفة التي تقدم لأفضل روايات أدب الخيال العلمي.
وتعد رواية فضاء الغفران أول جزء من سلسلة الكاتب الشهيرة «دورة المثبطات».